# The Story on Page One
The Story on Page One (titulado Historia en primera página en España e Historia de primera plana en Hispanoamérica) es el decimonoveno episodio de la segunda temporada de la serie Padre de familia. Como artista invitado, Luke Perry aparece asimismo.
El episodio está escrito por Craig Hoffman y dirigido por Gavin Dell.

## Argumento
Tras visitar la Universidad de Brown, Meg se lleva una decepción tras descubrir que no está hecha para la universidad al no haber realizado actividades extraescolares. Para conseguir un puesto, se apunta como reportera del periódico de su colegio en el que le mandan como primera tarea realizar una entrevista al alcalde West quien a pesar de las evasivas, accede. Durante la entrevista, Meg descubre que West ha estado malgastando dinero público para investigar quien le "roba" el agua cuando este riega las plantas o desaparece por el fregadero. Emocionada por la noticia que acaba de conseguir, deja el borrador en la mesa del director y hace entrega de dos copias a su padre y a Brian. Sin embargo, este primero piensa que una historia de corrupción política no le interesa a nadie y decide quemar el ejemplar original y sustituirlo por otro en el que aparece el actor Luke Perry como gay.
A la mañana siguiente, todos felicitan a Meg por su trabajo hasta que esta ve el reportaje de Perry en la pared para disgusto personal, casualmente, el propio Perry también acaba leyendo la noticia y presenta una demanda por libelo contra Meg.
Peter no puede evitar sentirse mal por lo que ha hecho y promete arreglar la situación, sin embargo, en vez ayudar a su hija con los problemas legales, decide seducir a Perry con la intención de que se haga pública su supuesta homosexualidad, no obstante, Luke no cae ante los encantos de Peter (pavonearse mientras utiliza su bañador como tanga con las consecuentes arcadas de Perry). Finalmente, tras haber sido vanos sus intentos, Peter le confiesa que fue él quien manipuló el reportaje y le pide que retire la demanda. Perry acepta con la condición de que su hija le haga la entrevista. Finalmente sale el próximo ejemplar y Peter hace una visita al actor para darle un ejemplar del periódico, Perry lo acepta y se disculpa por no dejarle entrar en su suite al estar ocupado. No obstante, Peter desconoce que Perry se está acostando en esos momentos con Adam West con la condición de que no le robe el agua. Obviamente, Luke no tiene ni idea de lo que está hablando, pero acepta los términos de todos modos.
Por otro lado, Stewie tras visitar el aula de química de la Universidad y ser expulsado por el profesor por ser demasiado joven para estar allí, se frustra al descubrir que es demasiado pequeño para conseguir sus objetivos, hasta que descubre que puede recurrir a su hermano para que le haga su trabajo (como matar a su madre) y le instala un aparato de control mental en la nuca. Aunque falla en su primer intento por conseguir una sierra radial, a la segunda se hace con un hacha mientras se acerca sigilosamente hacía su madre que ajena al peligro que corre, activa el microondas y las ondas del aparato interfieren en el sistema mental de Chris. Esto hace que el plan de Stewie fracase y Chris, en vez de matar a Lois, persiga a Stewie con el hacha.

## Recepción
Ahsan Haque de IGN calificó al episodio con una nota de 9,1 de 10 declarando que fue "una combinación acertada de un gran argumento" y "algunos momentos extremadamente memorables y chistes aleatorios inteligentes".